# Такілма (Орегон)
Такілма (англ. Takilma) — переписна місцевість (CDP) в США, в окрузі Джозефін штату Орегон. Населення — 423 особи (2020).

## Географія
Такілма розташована за координатами 42°2′27″ пн. ш. 123°37′20″ зх. д. / 42.04083° пн. ш. 123.62222° зх. д. (42.040835, -123.622313).  За даними Бюро перепису населення США в 2010 році переписна місцевість мала площу 15,39 км², уся площа — суходіл.

## Демографія
Згідно з переписом 2010 року, у переписній місцевості мешкало 378 осіб у 171 домогосподарстві у складі 91 родини. Густота населення становила 25 осіб/км².  Було 200 помешкань (13/км²).
Расовий склад населення:
| - 90,5 % — білих - 2,4 % — корінних американців - 1,6 % — чорних або афроамериканців - 0,8 % — вихідців з тихоокеанських островів - 0,5 % — азіатів |

До двох чи більше рас належало 4,2 %. Частка іспаномовних становила 0,5 % від усіх жителів.
За віковим діапазоном населення розподілялося таким чином: 18,5 % — особи молодші 18 років, 67,2 % — особи у віці 18—64 років, 14,3 % — особи у віці 65 років та старші. Медіана віку мешканця становила 50,4 року. На 100 осіб жіночої статі у переписній місцевості припадало 106,6 чоловіків;  на 100 жінок у віці від 18 років та старших — 105,3 чоловіків також старших 18 років.
За межею бідності перебувало 5,6 % осіб, у тому числі 0,0 % дітей у віці до 18 років та 27,8 % осіб у віці 65 років та старших.
Цивільне працевлаштоване населення становило 154 особи. Основні галузі зайнятості: освіта, охорона здоров'я та соціальна допомога — 51,3 %, виробництво — 23,4 %, оптова торгівля — 14,9 %.